# Pyhia
| p · Z4 | E1 · Z2 | i | A | B1 |

| p · Z4 | E1 · Z2 | i | A | B1 |

Pyhia, Pyihia o Petepihu (p3-ỉḥỉ3) fue una princesa del Antiguo Egipto durante la dinastía XVIII, hija del faraón Tutmosis IV.
Su momia fue enterrada nuevamente en el escondrijo de Sheikh Abd el-Qurna junto con el de varias otras princesas: sus probables hermanas Amenemopet y Tiaa, su sobrina Nebetia y las princesas Tatau, Henutiunu, Merytptah, Sithori y Wiay. La tumba fue descubierta en 1857.